# Cornusse
Cornusse ist eine französische Gemeinde mit 227 Einwohnern (Stand: 1. Januar 2022) im Département Cher in der Region Centre-Val de Loire; sie gehört zum Arrondissement Saint-Amand-Montrond und zum Kanton La Guerche-sur-l’Aubois. Die Einwohner werden Cornussiens genannt.

## Geographie
Cornusse liegt etwa 31 Kilometer ostsüdöstlich von Bourges. Umgeben wird Cornusse von den Nachbargemeinden Bengy-sur-Craon im Norden, Flavigny im Nordosten und Osten, Ourouer-les-Bourdelins im Osten und Südosten, Charly im Südosten und Süden, Osmery im Süden und Südwesten sowie Raymond im Westen und Nordwesten.

## Bevölkerungsentwicklung
| Jahr                       | 1962 | 1968 | 1975 | 1982 | 1990 | 1999 | 2006 | 2019 |
| -------------------------- | ---- | ---- | ---- | ---- | ---- | ---- | ---- | ---- |
| Einwohner                  | 397  | 390  | 340  | 355  | 283  | 291  | 283  | 266  |
| Quellen: Cassini und INSEE |      |      |      |      |      |      |      |      |

## Sehenswürdigkeiten

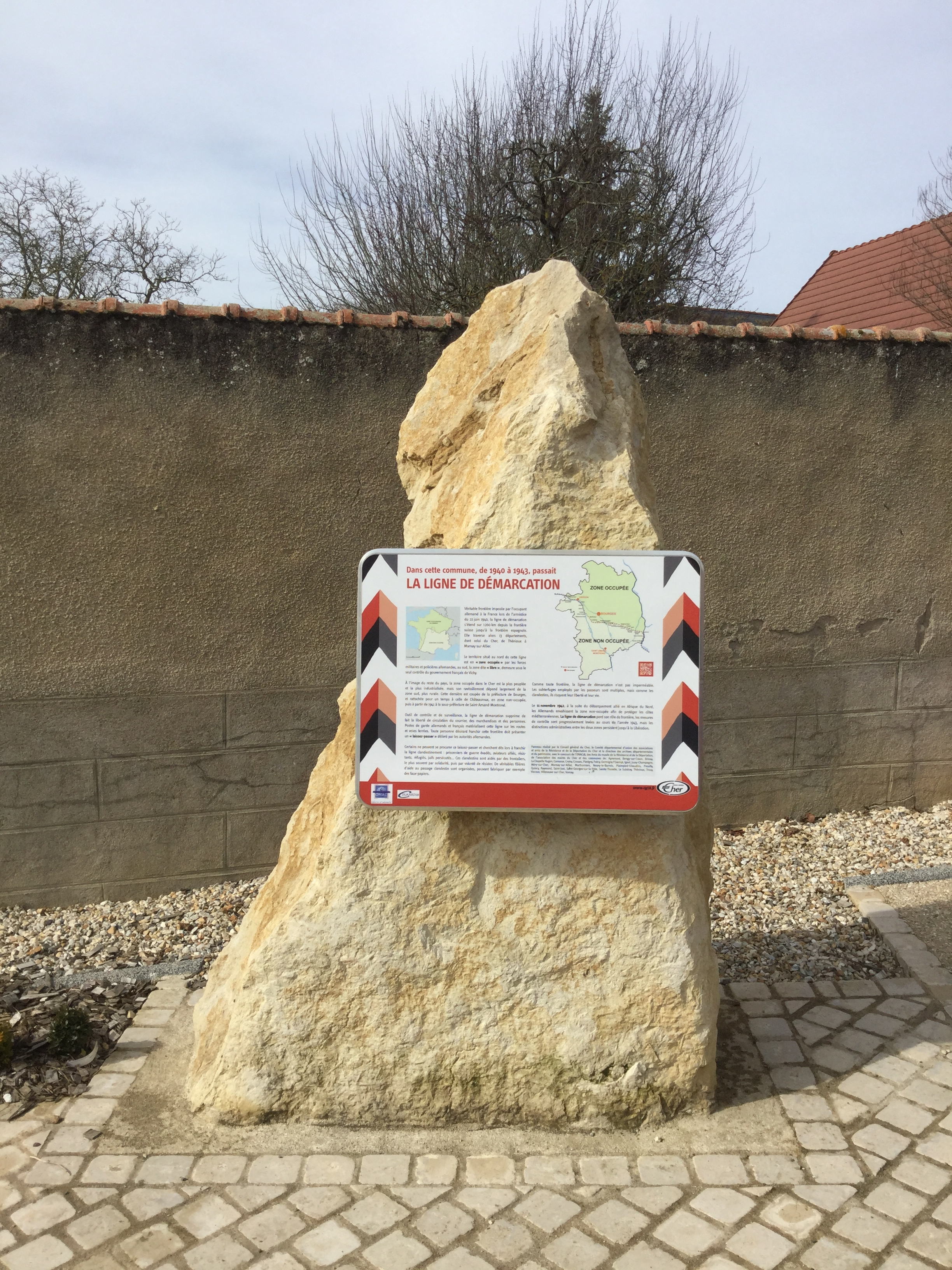
Tafel zur Demarkationslinie zwischen besetztem und unbesetztem Frankreich 1941–1943

- Kirche Saint-Martin
- Schloss Jussy
- Herrenhaus von Défens
- Herrenhaus von Pierry